# Du schwarzer Zigeuner
Du schwarzer Zigeuner is een Duits liedje dat onder andere door de Belgische zanger Rocco Granata werd vertolkt, in 1962. 
Het nummer is geschreven door Fritz Löhner-Beda op muziek van de Tsjechische componist Karel Vacek en dateerde van 1931. De bekendste uitvoering betreft de versie van Vico Torriani uit 1953. 
Op de versie van Rocco Granata verzorgde het John Van Horn Orchestra de begeleiding.
Het nummer was erg succesvol in Duitsland, alwaar Rocco zich had gevestigd na het internationale succes van Marina.